# Manute Bol
Pour les articles homonymes, voir Bol.
Manute Bol est un joueur de basket-ball soudanais, officiellement né le 16 octobre 1962, de l'ethnie Dinka  (actuel Soudan du Sud) et mort le 19 juin 2010 à Charlottesville aux États-Unis. Mesurant 2,31 m, il est avec le Roumain Gheorghe Mureșan le plus grand joueur ayant évolué en NBA.

## Biographie
Il est une première fois sélectionné par les Clippers lors de la draft 1983 de la NBA, mais ce choix est invalidé, car il n'avait que 19 ans, insuffisant au regard du règlement de la draft. Il est de nouveau choisi à la draft en 1985 par les Bullets.
Bol arrive en NBA en 1985, devenant le premier Soudanais à y jouer. Il y joue pendant 10 ans, portant le maillot de quatre équipes différentes, parmi lesquelles les 76ers de Philadelphie et les Warriors de Golden State. Lors de son passage aux Bullets de Washington, il a pour coéquipier Muggsy Bogues, plus petit joueur de la ligue (1,59 m), alors que Bol lui-même est, avec le Roumain Gheorghe Mureșan, l'un des deux plus grands joueurs de l'histoire de la NBA (ils mesurent tous les deux 2,31 m).
Bol est un rempart défensif pour son équipe : il figure ainsi parmi les meilleurs contreurs de l'histoire de la NBA (quinzième rang après la fin de la saison 2011-2012) derrière Hakeem Olajuwon et Dikembe Mutombo. Bol est le seul joueur de la NBA à avoir totalisé plus de contres que de points marqués.
Il fut le meilleur contreur NBA en 1986 avec 5,0 contres par match et en 1989 avec 4,3 contres par match. Lors de ces deux saisons, il fut également le joueur qui comptait le plus de contres sur l'ensemble de la saison avec respectivement 397 et 385 contres au total. Il a également été élu dans la NBA All-Defensive Second Team en 1986.
Il a marqué six paniers à trois points en une mi-temps (12 tentatives) contre les Suns de Phoenix le 3 mars 1993 . En outre, il fut l'un des rares joueurs à maîtriser la technique dite du skyhook (bras roulé).
Il a largement profité de sa notoriété pour faire connaître la situation de son pays alors en guerre civile.
La draft 2004 de la NBA marque l'arrivée de Luol Deng en NBA, deuxième joueur soudanais de l'histoire de la ligue et originaire de la même tribu que Manute Bol (les Dinka), lequel l'a incité à jouer au basket-ball lors d'une rencontre en Égypte en 1993.
Il meurt le 19 juin 2010 des suites de complications d'un syndrome de Stevens-Johnson, accompagné de complications rénales. Il a été enterré le 4 juillet 2010 à Turalei, au Soudan du Sud, selon les rites Dinkas.
Son fils Bol Bol réalise également une carrière professionnelle en NBA.

## Records sur une rencontre en NBA
Les records personnels de Manute Bol en NBA sont les suivants :
| Record de la franchise |

| Type de statistique        | Saison régulière | Saison régulière           | Saison régulière | Playoffs | Playoffs                | Playoffs      |
| Type de statistique        | Record           | Adversaire                 | Date             | Record   | Adversaire              | Date          |
| -------------------------- | ---------------- | -------------------------- | ---------------- | -------- | ----------------------- | ------------- |
| Points                     | 18               | 2 fois                     | 2 fois           | 10       | @ Bulls de Chicago      | 4 mai 1991    |
| Paniers marqués            | 7                | @ Warriors de Golden State | 13 février 1986  | 3        | 3 fois                  | 3 fois        |
| Paniers tentés             | 14               | @ Bulls de Chicago         | 14 janvier 1986  | 7        | @ Jazz de l'Utah        | 29 avril 1989 |
| Paniers à 3 points réussis | 6                | @ Suns de Phoenix          | 3 mars 1993      | 1        | 2 fois                  | 2 fois        |
| Paniers à 3 points tentés  | 12               | @ Suns de Phoenix          | 3 mars 1993      | 5        | 2 fois                  | 2 fois        |
| Lancers francs réussis     | 8                | Bucks de Milwaukee         | 12 décembre 1985 | 4        | @ Bulls de Chicago      | 4 mai 1991    |
| Lancers francs tentés      | 14               | Bucks de Milwaukee         | 12 décembre 1985 | 6        | @ Bulls de Chicago      | 4 mai 1991    |
| Rebonds offensifs          | 6                | 2 fois                     | 2 fois           | 7        | 76ers de Philadelphie   | 24 avril 1986 |
| Rebonds défensifs          | 14               | 3 fois                     | 3 fois           | 8        | Suns de Phoenix         | 11 mai 1989   |
| Rebonds totaux             | 19               | Pacers de l'Indiana        | 26 février 1987  | 12       | 76ers de Philadelphie   | 24 avril 1986 |
| Passes décisives           | 3                | 5 fois                     | 5 fois           | 1        | 3 fois                  | 3 fois        |
| Interceptions              | 3                | 3 fois                     | 3 fois           | 2        | 76ers de Philadelphie   | 22 avril 1986 |
| Contres                    | 15               | 2 fois                     | 2 fois           | 9        | @ 76ers de Philadelphie | 18 avril 1986 |
| Balles perdues             | 6                | @ Celtics de Boston        | 31 octobre 1986  | 3        | @ 76ers de Philadelphie | 18 avril 1986 |
| Minutes jouées             | 48               | Bucks de Milwaukee         | 12 décembre 1985 | 38       | 76ers de Philadelphie   | 22 avril 1986 |

## Voir aussi

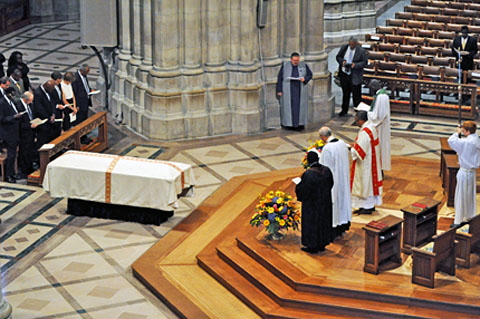
Funérailles de Manute Bol à la Cathédrale nationale de Washington.